# Ernesto Mijares
Yumerving Ernesto Mijares Luna (Caracas, 30 settembre 1976) è un ex cestista venezuelano.

## Carriera
Con il Venezuela ha disputato due edizioni dei Campionati mondiali (2002, 2006) e cinque dei Campionati americani (1997, 1999, 2001, 2003, 2005).